# Copa da Escócia de 1937–38
A Copa da Escócia de 1937-38 foi a 60º edição do torneio mais antigo do futebol da Escócia. O campeão foi o East Fife F.C., que conquistou seu 1º título na história da competição ao vencer a final contra o Kilmarnock F.C., pelo placar de 1 a 1.

## Premiação
| Copa da Escócia de 1937-38         |
| Escócia                            |
| ---------------------------------- |
| East Fife F.C. Campeão (1º título) |